# Столбова, Мария Юрьевна
Мария Юрьевна Столбова (род. 3 мая 1984, Пермь) — российская спортсменка, тренер, чемпионка мира и Европы в художественной гимнастике, Заслуженный мастер спорта.

## Биография
Родилась в 1984 году в Перми. С 7 лет занималась художественной гимнастикой в спортивной школе.
В 1996 году завоевала серебряную медаль на Первенстве России и в 1998 году была принята в московскую Специализированную детско-юношескую школу олимпийского резерва № 74. В том же году вошла в состав молодёжной сборной команды России.
Выиграла чемпионат Вооружённых Сил Российской Федерации в 1999 году. Неоднократно становилась победителем и призёром международных соревнований.
В 2002 году в составе сборной России (в том числе, вместе с Ксенией Джалагания) завоевала золотые медали в групповых упражнениях на чемпионатах мира и Европы по художественной гимнастике.
В том же году покинула большой спорт и стала фотомоделью. Принимала участие в фотосессиях для журналов Playboy, Maxim и других.
В 2009 году вышла замуж за бизнесмена Георгия (Егора) Витальевича Сироту.
После замужества вернулась в спорт на тренерскую работу и стала старшим тренером по художественной гимнастике в ЦСКА в Москве.
В 2016 году переехала с семьей в Лондон, где открыла два спортивных клуба: Centrum Gymnastics и Maria Stolbova’s Rhythmic Gymnastics Academy, в которых сейчас работает старшим тренером.